# Idiopteryx bivia
Idiopteryx bivia är en fjärilsart som beskrevs av Edward Meyrick 1918. Idiopteryx bivia ingår i släktet Idiopteryx och familjen Lecithoceridae. Inga underarter finns listade i Catalogue of Life.